# Omeduaol
Omeduaol ist eine unbewohnte Insel von Palau.

## Geographie
Omeduaol ist eine winzige Insel im Mündungsbereich der Karamadoo Bay, einer Bucht der Komebail Lagoon, westlich von Babelthuap. Sie liegt vor der Küste des administrativen Staates Ngatpang.
Im Umkreis liegen die Inselchen Klaibudech, Ilacheuir, Lild. Die Inseln sind Fortsetzungen der Anhöhe von Ngerikoek (135 m) und Iouroro (105 m), die sich von Süden nach Nordwesten zieht.